# Malmea leiophylla
Malmea leiophylla là loài thực vật có hoa thuộc họ Na. Loài này được (Donn. Sm.) Lundell mô tả khoa học đầu tiên năm 1974.